# Florian Jaritz
Florian Jaritz (* 18. Oktober 1997 in Klagenfurt am Wörthersee) ist ein österreichischer Fußballspieler. Seit 2016 spielt er für den SK Austria Klagenfurt.

## Karriere
Jaritz begann seine Karriere beim SV Moosburg. Zwischen 2005 und 2007 hatte er beim FC Kärnten gespielt, ehe er kurzzeitig wieder nach Moosburg zurückkehrte. Danach spielte er beim SK Austria Kärnten. Nach dessen Auflösung wechselte er 2010 zum SK Austria Klagenfurt. Zwischen 2014 und 2015 hatte er in der AKA Wolfsberg gespielt, ehe er wieder in seine Heimatstadt kam. Nachdem er im März 2016 erstmals im Profikader gewesen war, debütierte er im April 2016 in der zweiten Liga, als er im Heimspiel gegen die Kapfenberger SV in der Schlussphase eingewechselt wurde. Zu Saisonende musste er mit den Klagenfurtern zwangsweise den Gang in die Regionalliga antreten.
Zum Ende der Saison 2017/18 konnte er mit den Klagenfurtern wieder in die 2. Liga aufsteigen.